# Бингем, Джордж Калеб
Джордж Ка́леб Би́нгем (англ. George Caleb Bingham; 20 марта 1811, Огаста, Виргиния — 7 июля 1879, Канзас-Сити, Миссури) — американский живописец, политик. Представитель люминизма. Известный при жизни как «Художник Миссури».

## Биография
Сын многодетного фермера. Художник-самоучка. Обучался на краснодеревщика. В 1838 году отправился в Филадельфию, затем в Нью-Йорк, где изучал картины американских мастеров. Первоначально создавал сцены из жизни простых людей. Затем создал серию картин с лодочниками на реке Миссури.
Выставлял свои работы в Национальной академии дизайна. Работы его были замечены критиками. В 1845 году Американский художественный союз приобрёл четыре картины художника, в том числе «Торговцы мехом в Миссури». В конце 1840-х годов Бингем стал писать полотна на политические темы. Изображал американцев во время выборов, их поведение и реакцию. В 1856 году отправился в Европу, где изучал живопись в Дюссельдорфской художественной школе.
Вернувшись на родину, стал заниматься политикой в городе Миссури. Первоначально член партии вигов, был избран делегатом в законодательный орган штата Миссури до начала Гражданской войны в США, участником которой он был. Четыре года служил казначеем штата Миссури. В последние годы жизни Бингем занимал несколько постов в Канзас-Сити, был генерал-адъютантом Миссури.

## Творчество
Портретист, пейзажист, автор жанровых полотен.
|                                |  |  |  |
| Картины Джорджа Калеба Бингема |  |  |  |